# Lasjön, Gästrikland
Lasjön är en sjö i Ockelbo kommun i Gästrikland och ingår i Testeboåns huvudavrinningsområde. Sjön har en area på 0,98 kvadratkilometer och ligger 99 meter över havet. Sjön avvattnas av vattendraget Laån.

## Delavrinningsområde
Lasjön ingår i det delavrinningsområde (674880-154977) som SMHI kallar för Utloppet av Lasjön. Medelhöjden är 103 meter över havet och ytan är 3,42 kvadratkilometer. Räknas de 12 avrinningsområdena uppströms in blir den ackumulerade arean 81,04 kvadratkilometer. Laån som avvattnar avrinningsområdet har biflödesordning 2, vilket innebär att vattnet flödar genom totalt 2 vattendrag innan det når havet efter 53 kilometer. Avrinningsområdet består mestadels av skog (60 procent). Avrinningsområdet har 0,98 kvadratkilometer vattenytor vilket ger det en sjöprocent på 28,7 procent.